# Вулиця Устима Кармелюка (Тернопіль)
Вулиця Устима Кармелюка — вулиця в мікрорайоні «Новий світ» міста Тернополя. Названа на честь українського лідера селянських повстань Устима Кармелюка.

## Відомості
Розпочинається неподалік школи №2, пролягає на захід до вулиці Березової, де і закінчується. На вулиці розташовані приватні будинки.